# N'Teichet
N'Teichet este o comună din departamentul Boutilimit, Regiunea Trarza, Mauritania, cu o populație de 9.717 locuitori.